# Holthauser Heide
Holthauser Heide ist ein Ortsteil im Stadtbezirk Vohwinkel der bergischen Großstadt Wuppertal in Nordrhein-Westfalen/Deutschland.

## Lage und Beschreibung

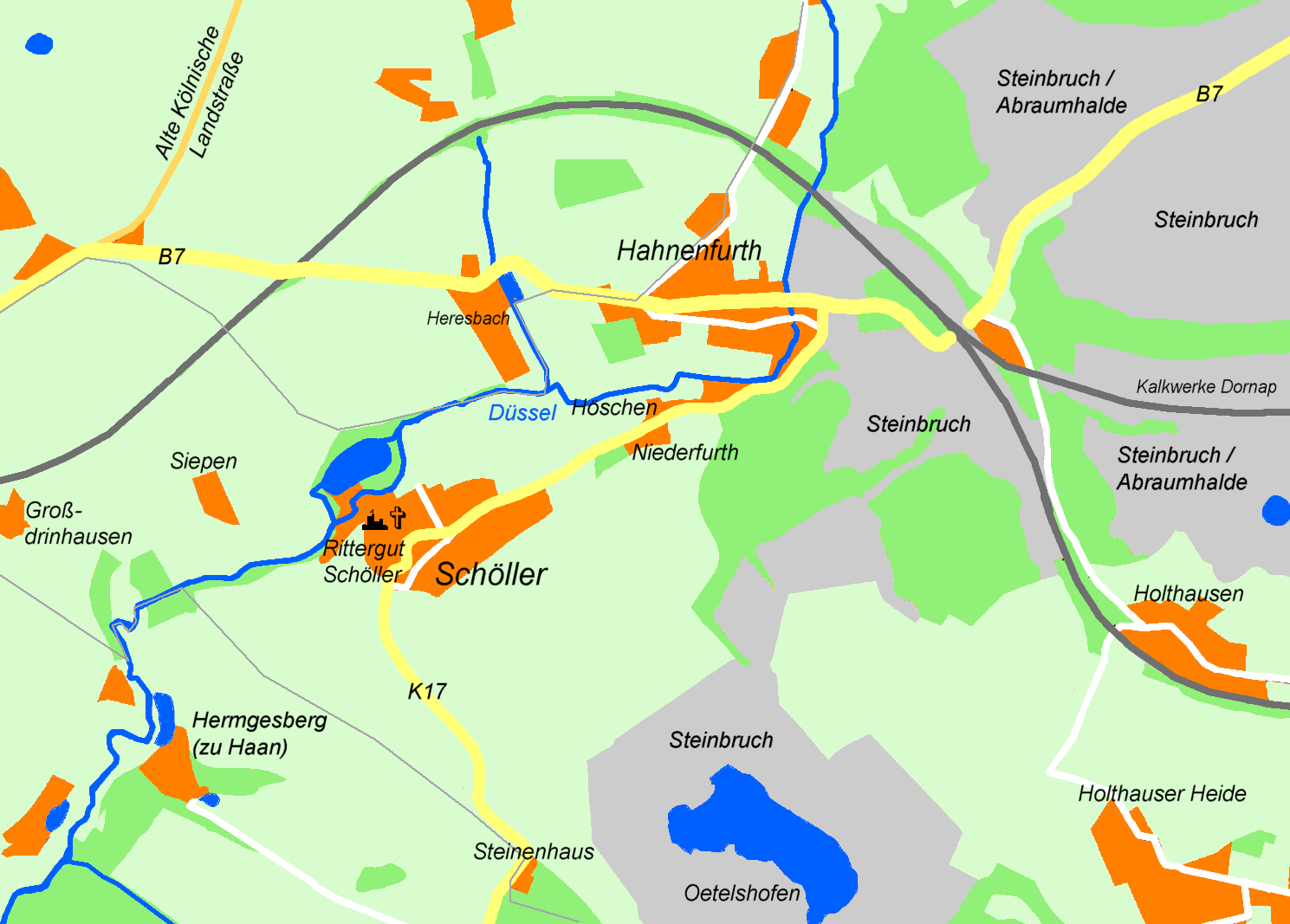
Karte von Schöller und Hahnenfurth, Holthauser Heide rechts unten

Der  Ortsteil liegt in dem Wohnquartier Schöller-Dornap nördlich des Vohwinkler Ortszentrums und des Waldgebiets Osterholz. Benachbarte Orte sind das unmittelbar angrenzende Bellenbusch, Kahlenbusch und Am Steinberg sowie die Orte Holthausen und Ladebühne. Abgegangen sind Schleheck, Wald und Kalkofen. Der Ort ist über eine kleine Anliegerstraße aus Richtung Hahnenfurth, Dornap oder Vohwinkel zu erreichen.
Nördlich von Holthauser Heide verläuft ein stillgelegter Abschnitt der Bahnstrecke Düsseldorf-Derendorf–Dortmund Süd, die sogenannte „Wuppertaler Nordbahn“ der Rheinischen Eisenbahn-Gesellschaft. Unmittelbar westlich des Ortes wird dolomitisierter Massenkalk im Steinbruch Oetelshofen abgebaut, eine große Abraumhalde erhebt sich südlich.

## Geschichte
Im Mittelalter unterstand der Hof (Holthauser) Heide dem Stift Gerresheim. Er gehörte zur Honschaft Schöller innerhalb der bergischen Unterherrschaft Schöller. Der Ort ist als Heid zusammen mit den unmittelbar benachbarten Bellenbusch und Kahlenbusch als bergische Hofschaft auf der Topographia Ducatus Montani des Erich Philipp Ploennies  aus dem Jahre 1715 verzeichnet, ebenso auf der topographischen Aufnahme der Rheinlande von 1824.
Im 19. Jahrhundert war Holthauser Heide ein Wohnplatz in der Landgemeinde Schöller der Bürgermeisterei Haan (ab 1894 Bürgermeisterei Gruiten) die aus der bergischen Herrschaft Schöller hervorging. 1888 besaß der Ort laut dem Gemeindelexikon für die Provinz Rheinland sechs Wohnhäuser mit 40 Einwohnern. Der Ort wird zu dieser Zeit Holthauserheide genannt.
Von 1929 bis zur Kommunalreform von 1975 verlief zwischen Holthauser Heide und dem benachbarten Bellenbusch die Stadtgrenze zwischen Wuppertal und der damals selbstständigen Gemeinde Schöller. 1975 wurden die Gemeinde Schöller und das Wülfrather Dornap mit deren Außenortschaften von dem Amt Gruiten abgespaltet und als Wohnquartier Schöller-Dornap in Wuppertal eingemeindet. Dabei kam auch Holthauser Heide von Schöller zu Wuppertal.
Ab der zweiten Hälfte des 20. Jahrhunderts verschmolz Holthauser Heide zunehmend mit der benachbarten Dreifachsiedlung Am Steinberg/Bellenbusch/Kahlenbusch und bildete so eine geschlossene Siedlung, durch die nach wie vor die Quartiergrenze zwischen Schöller-Dornap und Osterholz verläuft.